# Nipponaphera
Nipponaphera là một chi ốc biển, là động vật thân mềm chân bụng sống ở biển trong họ Cancellariidae.

## Các loài
Các loài trong chi Nipponaphera gồm có:
- Nipponaphera agastor Bouchet & Petit, 2008[2]
- Nipponaphera argo Bouchet & Petit, 2008[3]
- Nipponaphera cyphoma Bouchet & Petit, 2002[4]
- Nipponaphera goniata Bouchet & Petit, 2002[5]
- Nipponaphera habei Petit, 1972[6]
- Nipponaphera iwaotakii Habe, 1961[7]
- Nipponaphera kastoroae (Verhecken, 1997)
- Nipponaphera nodosivaricosa (Petuch, 1979)[8]
- Nipponaphera pardalis Bouchet & Petit, 2002[9]
- Nipponaphera paucicostata (G.B. Sowerby III, 1894)[10]
- Nipponaphera quasilla (Petit, 1987)
- Nipponaphera semipellucida (A. Adams & Reeve, 1850)
- Nipponaphera suduirauti (Verhecken, 1999)
- Nipponaphera teramachii (Habe, 1961a)[11]
- Nipponaphera tuba Bouchet & Petit, 2008[12]
- Nipponaphera wallacei Petit & Harasewych, 2000[13]